# 神立中央
神立中央（かんだつちゅうおう）は、茨城県土浦市の町名。現行行政地名は神立中央一丁目から神立中央五丁目。郵便番号は300-0011。

## 地理
土浦市北部のかすみがうら市との境界付近に位置する。神立市街地を形成し、隣接して神立工業団地が造成されている。

## 歴史
1988年（昭和63年）8月1日、神立町の一部から成立した。

## 町名の変遷
| 実施後         | 実施年月日   | 実施前 |
| -------------- | ------------ | ------ |
| 神立中央一丁目 | 1988年8月1日 | 神立町 |
| 神立中央二丁目 | 1988年8月1日 | 神立町 |
| 神立中央三丁目 | 1988年8月1日 | 神立町 |
| 神立中央四丁目 | 1988年8月1日 | 神立町 |
| 神立中央五丁目 | 1988年8月1日 | 神立町 |

## 世帯数と人口
2017年（平成29年）8月1日現在の世帯数と人口は以下の通りである。
| 丁目           | 世帯数    | 人口    |
| -------------- | --------- | ------- |
| 神立中央一丁目 | 178世帯   | 359人   |
| 神立中央二丁目 | 413世帯   | 766人   |
| 神立中央三丁目 | 574世帯   | 1,258人 |
| 神立中央四丁目 | 258世帯   | 579人   |
| 神立中央五丁目 | 645世帯   | 1,381人 |
| 計             | 2,068世帯 | 4,343人 |

## 交通

### 鉄道
- 常磐線神立駅

### バス
| 系統 | 主要経由地                 | 行先                       | 運行事業者                                     |
| ---- | -------------------------- | -------------------------- | ---------------------------------------------- |
|      | 神立駅                     | 雪入ふれあいの里・歩崎公園 | 関鉄観光バス・かすみがうら市内観光シャトルバス |
|      | 土浦局前・神立工業団地中央 | 土浦駅西口・神立駅         | 関鉄観光バス・かすみがうら市内観光シャトルバス |

### 道路
- 茨城県道141号牛渡馬場山土浦線

## 施設
- 神立消防署
- 神立地区交番
- 神立中央三丁目公民館
- 神立中央五丁目公民館
- 神立駅前郵便局
- 土浦市立神立保育所
- 私立中央幼稚園
- 私立中央保育園
- 私立どんぐり保育園
- 神立スポーツセンター
- カスミ研修センター
- 県営神立アパート
- 医療法人社団青州会神立病院
- 神立第4公園
- 神立第9公園
- 神立第10公園
- 神立第11公園
- 神立第12公園

## 小・中学校の学区
市立小・中学校に通う場合、学区は以下の通りとなる。
| 丁目   | 番地 | 小学校             | 中学校                 |
| ------ | ---- | ------------------ | ---------------------- |
| 一丁目 | 全域 | 土浦市立神立小学校 | 土浦市立土浦第五中学校 |
| 二丁目 | 全域 | 土浦市立神立小学校 | 土浦市立土浦第五中学校 |
| 三丁目 | 全域 | 土浦市立神立小学校 | 土浦市立土浦第五中学校 |
| 四丁目 | 全域 | 土浦市立神立小学校 | 土浦市立土浦第五中学校 |
| 五丁目 | 全域 | 土浦市立神立小学校 | 土浦市立土浦第五中学校 |